# Adrián González Mendoza
Adrián González Mendoza (Santa Rosa, California, Estados Unidos; 23 de junio de 2003) es un futbolista mexicano-estadounidense. Juega de centrocampista. Nacido en América, es internacional juvenil por México.

## Trayectoria
González entró a las inferiores del Pachuca de México en 2018. Sin embargo, al año siguiente regresaría a los Estados Unidos para entrar a las juveniles del LA Galaxy.
En 2020 fue promovido al LA Galaxy II, donde debutó en la USL Championship.

## Selección nacional
Nacido en Estados Unidos de padres mexicanos, González fue internacional juvenil por México en las categorías sub-16 y sub-19.

## Estadísticas
Actualizado al último partido disputado el 24 de septiembre de 2023.
| Club                        | Div.          | Temporada     | Liga  | Liga  | Copas nacionales | Copas nacionales | Copas internacionales | Copas internacionales | Total | Total |
| Club                        | Div.          | Temporada     | Part. | Goles | Part.            | Goles            | Part.                 | Goles                 | Part. | Goles |
| --------------------------- | ------------- | ------------- | ----- | ----- | ---------------- | ---------------- | --------------------- | --------------------- | ----- | ----- |
| LA Galaxy II Estados Unidos | 2.ª           | 2020          | 7     | 0     | —                | —                | —                     | —                     | 7     | 0     |
| LA Galaxy II Estados Unidos | 2.ª           | 2021          | 21    | 0     | —                | —                | —                     | —                     | 21    | 0     |
| LA Galaxy II Estados Unidos | 2.ª           | 2022          | 30    | 0     | —                | —                | —                     | —                     | 30    | 0     |
| LA Galaxy II Estados Unidos | 3.ª           | 2023          | 26    | 2     | —                | —                | —                     | —                     | 26    | 2     |
| LA Galaxy II Estados Unidos | Total club    | Total club    | 84    | 2     | 0                | 0                | 0                     | 0                     | 84    | 2     |
| Total carrera               | Total carrera | Total carrera | 84    | 2     | 0                | 0                | 0                     | 0                     | 84    | 2     |

## Vida personal
Adrián es el hermano menor de Jonathan González.